# Kamp (Rapper)

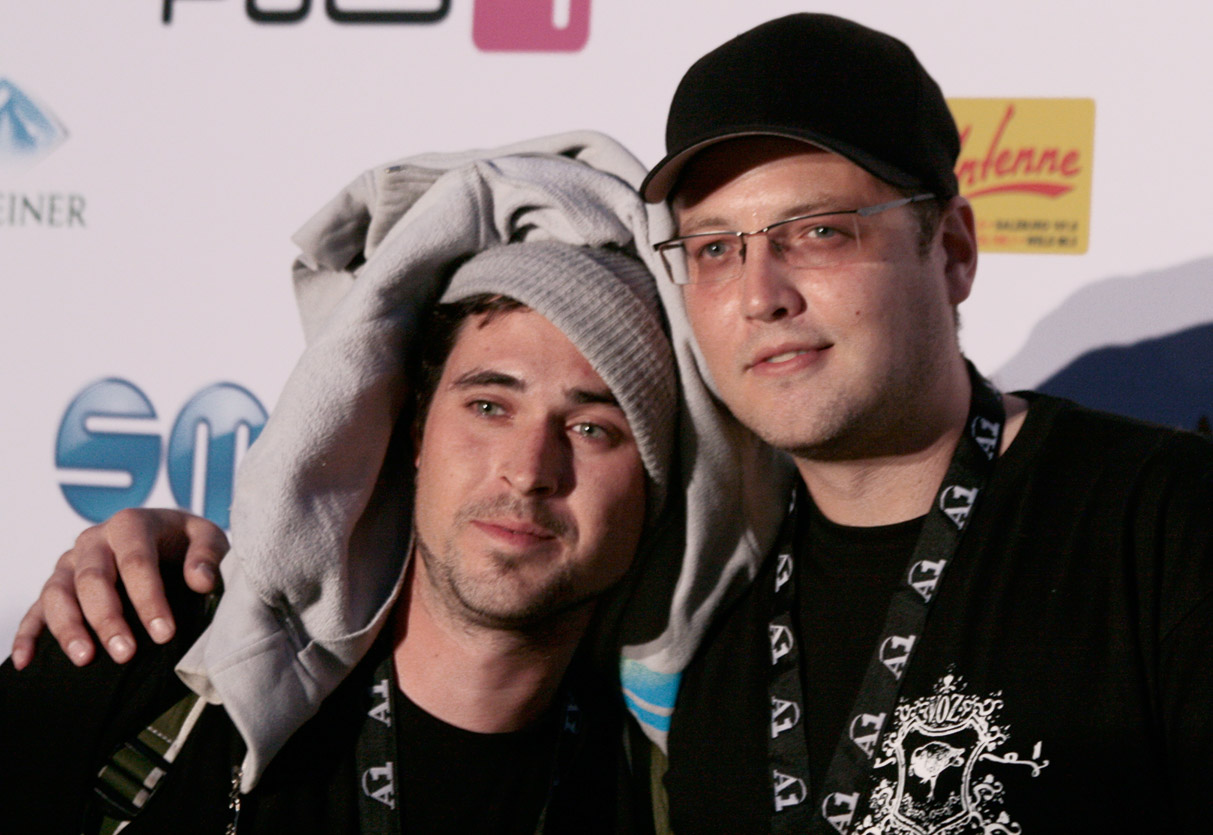
Kamp (l.) & Whizz Vienna (2009)

Kamp (* März 1982; bürgerlich Florian Kampelmühler) ist ein österreichischer Hip-Hop-Musiker, der seit Ende der 1990er-Jahre tätig ist.

## Biografie
Bereits im Alter von 16 Jahren trat er als „MC“ auf, worauf er in die FM4-Hip-Hop-Sendung Tribe Vibes eingeladen wurde. 1999 gab er in Wien ein erfolgreiches Konzert nach Eminem, was dazu führte, dass ihn das Dortmunder Independent-Label Deck8 (u. a. Waxolutionists, Total Chaos) unter Vertrag nahm. Allerdings musste dieses Konkurs anmelden, womit die Partnerschaft endete. Bei Stiege 44 erschienen von da an seine Veröffentlichungen. Anfang 2007 wurde Kamp für den Amadeus als „Best Alternative Act“ nominiert. 2009 veröffentlichte er mit Whizz das Album Versager ohne Zukunft, welches von der deutschen Hip-Hop-Zeitschrift Juice zum Album des Monats März 2009 gekürt wurde. Zudem wurde er 2009 insgesamt zwei Mal für den Amadeus Austrian Music Award nominiert. Kamp war außerdem, gemeinsam mit der österreichischen Künstlerin Michi Macht alias Michaela Altweger, Initiator von „am strom“, dem von 2009 bis 2011 einmal jährlich stattfindenden Festival für österreichische HipHop-Kultur.

## Diskografie
- 2000: Arschkarten / Ihr müsst wissen (Maxi)
- 2000: Arschkarten 2 (Maxi)
- 2001: Santa Claus & Hasenzahn/Arschkarten 2 (Maxi)
- 2002: d.K.d.t.B. (EP)
- 2005: ... in Interzone (EP)
- 2005: Demi (EP mit Eesko)
- 2006: Neue Mode
- 2007: Die alten Filme
- 2009: Versager ohne Zukunft (mit Whizz Vienna als Kamp & Whizz)
- 2022: 2urück0hne2ukunft (produziert von Fid Mella[5])

Sonstige
- 1999: Wo? (Boombap -Teil 3 vom Ei)
- 2001: Von Triers Katakomben zur Baumgartner Höhe... (mit THM Squad) (Boombap – Die Boombastische 04)
- 2009: Sie hassen uns (mit Whizz Vienna) (Juice-Exclusive! auf Juice-CD #95)
- 2009: Schießmichtotwenndumichliebst (Juice-Exclusive! auf Juice-CD #98)
- 2009: Pecho (mit HSC und Chrisfader) (Juice-Exclusive! auf Juice-CD #104)
- 2010: Meine Stadt (Nazar feat. Chakuza, Kamp & RAF Camora)
- 2011: Achse des Schönen (Narkose) (mit Prinz Pi) (Video)
- 2012: Der Messi (mit Dexter und Morlockk Dilemma auf Weihnachten im Elfenbeinturm)
- 2014: Wir machen’s immer noch / Häng ab (mit Mädness)
- 2015: K A M J (auf Hector Macellos Weihnachtssampler Yellow Snow)
- 2016: Eine Liebe für (mit Marz) (Juice-Exclusive! auf Juice-CD #135)
- 2022: Hakkn (mit Fid Mella auf Hella Mella Vol.1)